# Comuna Sagna, Neamț
Sagna (în maghiară Szágna) este o comună în județul Neamț, Moldova, România, formată din satele Luțca, Sagna (reședința) și Vulpășești.

## Așezare
Comuna se află în estul județului, pe malurile Siretului (predominant pe cel stâng, pe cel drept aflându-se doar satul Luțca). Este traversată de șoseaua județeană DJ207A, care o leagă spre vest de Roman (unde se termină în DN2) și spre nord-est de Bâra, Boghicea și mai departe în județul Iași de Sinești și Popești. La Sagna, din acest drum se ramifică șoseaua județeană DJ207K, care duce spre nord la Doljești și mai departe în județul Iași la Butea (unde se termină în DN28). Prin comună trece și calea ferată Roman-Buhăiești, pe care este deservită de halta de mișcare Sagna și de halta Vulpășești.

## Demografie
Componența etnică a comunei Sagna
     Români (89,96%)
     Alte etnii (0%)
     Necunoscută (10,04%)
Componența confesională a comunei Sagna
     Romano-catolici (47,95%)
     Ortodocși (41,01%)
     Alte religii (0,6%)
     Necunoscută (10,44%)
Conform recensământului efectuat în 2021, populația comunei Sagna se ridică la 3.975 de locuitori, în creștere față de recensământul anterior din 2011, când fuseseră înregistrați 3.883 de locuitori. Majoritatea locuitorilor sunt români (89,96%), iar pentru 10,04% nu se cunoaște apartenența etnică. Din punct de vedere confesional, cei mai mulți locuitori sunt romano-catolici (47,95%), cu o minoritate de ortodocși (41,01%), iar pentru 10,44% nu se cunoaște apartenența confesională.

## Politică și administrație
Comuna Sagna este administrată de un primar și un consiliu local compus din 15 consilieri. Primarul, Vasilică Roca[*], de la Partidul Național Liberal, este în funcție din 1 noiembrie 2024. Începând cu alegerile locale din 2024, consiliul local are următoarea componență pe partide politice:
|  | Partid                          | Consilieri | Componența Consiliului | Componența Consiliului | Componența Consiliului | Componența Consiliului | Componența Consiliului | Componența Consiliului | Componența Consiliului | Componența Consiliului |
|  | ------------------------------- | ---------- | ---------------------- | ---------------------- | ---------------------- | ---------------------- | ---------------------- | ---------------------- | ---------------------- | ---------------------- |
|  | Partidul Național Liberal       | 8          |                        |                        |                        |                        |                        |                        |                        |                        |
|  | Partidul Social Democrat        | 5          |                        |                        |                        |                        |                        |                        |                        |                        |
|  | Alianța pentru Unirea Românilor | 1          |                        |                        |                        |                        |                        |                        |                        |                        |
|  | Partidul Mișcarea Populară      | 1          |                        |                        |                        |                        |                        |                        |                        |                        |

## Istorie
La sfârșitul secolului al XIX-lea, comuna făcea parte din plasa Siretul de Sus a județului Roman și era formată din satele Sagna și Vulpășești, având în total 1976 de locuitori ce trăiau în 464 de case. În comună funcționau o școală primară mixtă la Vulpășești și o școală de cătun la Sagna (având împreună 79 de elevi), o biserică ortodoxă și una catolică. Anuarul Socec din 1925 o consemnează în aceeași plasă, având 2596 de locuitori și aceeași alcătuire. Din 1931, comunei i s-a alipit și satul Gâdinți al comunei desființate Gâdinți.
În 1950, comuna Sagna a fost transferată raionului Roman din regiunea Bacău (între 1952 și 1956, din regiunea Iași) și la un moment dat i s-a alipit și satul Luțca al comunei Nicolae Bălcescu, desființată. În 1968, comuna a trecut la județul Neamț. Satul Gâdinți s-a separat de comună în 2004, pentru a forma din nou comuna Gâdinți.Prima mențiune documentară despre satul Sagna este din data de 3 septembrie 1428.

## Monumente istorice
Singurul obiectiv din comuna Sagna inclus în lista monumentelor istorice din județul Neamț ca monument de interes local este biserica de lemn „Sfântul Nicolae” din satul Sagna. Construită în 1530, ea este clasificată ca monument de arhitectură.